# یزدان‌آباد سفلی
یزدان آبادسفلی، روستایی است از توابع بخش مرکزی شهرستان قوچان در استان خراسان رضوی ایران.زبان مردم این روستا ترکی خراسانی است.

## جمعیت
این روستا در دهستان قوچان عتیق قرار داشته و براساس سرشماری سال ۱۳۸۵جمعیت آن ۹۷۹ نفر (۲۴۰ خانوار) بوده است.